# Križnica
Križnica (latinsko os sacrum) je v enotno kost zraščenih pet vretenc. Predstavlja križnični del hrbtenice. Je trikotne oblike, z bazo obrnjeno navzgor. Zgoraj je v stiku s petim ledvenim vretencem, na vsaki strani ima obsežno sklepno ploskev (facies auricularis) za stik s kolčnico. Hrbtenični kanal (canalis vertebralis) se na spodnjem koncu odpira kot križnična reža (hiatus sacralis). Presledki med vretenci, skozi katere izstopajo sakralni živci, so ohranjeni kot križnične line (foramina sacralia) na sprednji strani križnice.